# Symfonia
Symfonia – (w klasycznym kształcie) to zazwyczaj trzy- lub czteroczęściowy utwór muzyczny na orkiestrę, popularny w XVIII, XIX i w pierwszej połowie XX wieku. Jest orkiestrowym odpowiednikiem sonaty.
Skrócone symfonie przeznaczone dla mniejszych orkiestr to sinfonietty.

## Cechy symfonii programowej
- muzyka przedstawia i ilustruje program (czyli treść pozamuzyczną – literacką)
- zamiast tematu 1 i 2 (tak jak w formie allegra sonatowego) kompozytorzy stosują motywy przewodnie
- symfonia programowa ma zmienną liczbę części, często symfonia ma tytuł (tytuły mogą mieć też poszczególne części)
- stosowanie różnych zestawień instrumentów doprowadza do rozwoju kolorystyki orkiestrowej

## Opis
Układ części symfonii klasycznej:
- pierwsza: szybka – forma sonatowa

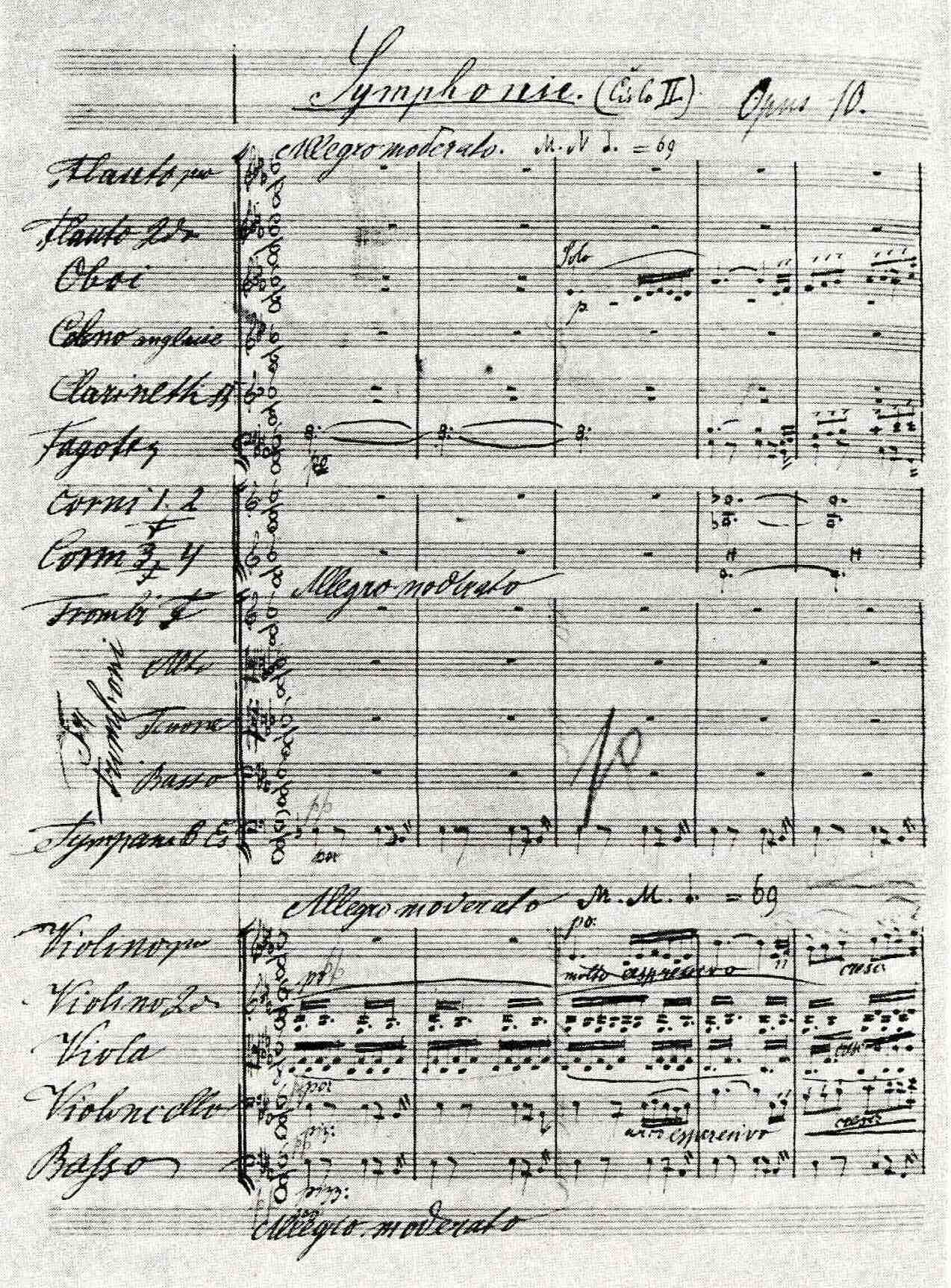
Partytura symfonii

- druga: wolna – w formie wariacji lub pieśni (tj. ABA)
- trzecia: taneczna lub bardzo szybka – menuet, a od czasów Beethovena szybsze scherzo
- czwarta: szybka – rondo, wariacje lub allegro sonatowe

Jednak w XIX wieku formę zaczęto traktować bardziej swobodnie i wielu kompozytorów modyfikowało podany schemat (np. Franz Schubert w dwuczęściowej VIII Symfonii Niedokończonej, Hector Berlioz w 5-częściowej Symfonii fantastycznej, Gustav Mahler w większości swoich dzieł). Formą pokrewną symfonii jest sonata i koncert.

## Kompozytorzy symfonii
Największy wpływ na rozwój gatunku mieli:
- Franz Joseph Haydn – 108 symfonii
- Wolfgang Amadeus Mozart – 41 symfonii (napisał 68 – jednak wiele ocalało tylko we fragmentach)
- Ludwig van Beethoven – 9 symfonii (w tym programowa VI i wokalna IX)
- Franz Schubert – 8 (13)[3] symfonii (VIII Niedokończona, IX Wielka, a także D-dur D2B, D-dur D615, D-dur D708A, VII symfonia E-dur D 729 oraz X symfonia D-dur D936A – z których zachowały się szkice lub fragmenty i są zwykle pomijane w katalogach, stąd często podawana liczba ośmiu symfonii skomponowanych przez Schuberta)
- Robert Schumann – 4 symfonie (I Wiosenna, III Reńska)
- Felix Mendelssohn-Bartholdy – 5 symfonii (III Szkocka, IV Włoska, V Reformacyjna) oraz 13 symfonii smyczkowych (kameralnych)
- Ferenc Liszt – dwie symfonie programowe (Dantejska, Faustowska)
- Hector Berlioz – kilka utworów o charakterze symfonii programowych, w tym Symfonia fantastyczna i Harold w Italii (z solową partią altówki)
- Antonín Dvořák – 9 symfonii (IX Z Nowego Świata)
- Johannes Brahms – 4 symfonie
- Piotr Czajkowski – 7 symfonii (I Zimowe Marzenia, II Małorosyjska, III „Polska”, V, VI Patetyczna oraz symfonia ‘Manfred’ napisana pomiędzy symfonią 4 a 5, nienumerowana)
- Anton Bruckner – 11 symfonii (symfonia „0” – nullte – niedokończona, symfonia „00” (-1) – szkice)
- Gustav Mahler – 10 symfonii (I Tytan, II „Zmartwychwstanie”, VIII Symfonia Tysiąca)
- Jean Sibelius – 7 symfonii (4, będąca odpowiedzią kompozytora na współczesne mu trendy)
- Siergiej Rachmaninow – 3 symfonie (oraz symfonia młodzieńcza)
- Carl Nielsen – 6 symfonii
- Igor Strawinski – 5 symfonii
- Siergiej Prokofjew – 7 symfonii
- Dmitrij Szostakowicz – 15 symfonii (oraz kilka symfonii kameralnych – aranżacji kwartetów smyczkowych na orkiestrę smyczkową)
- Charles Ives – 4 symfonie.

Do rozwoju gatunku na gruncie muzyki polskiej zasłużyli się między innymi:
- Antoni Milwid – 2 symfonie (C-dur i zaginiona b-moll)
- Ignacy Feliks Dobrzyński – 2 symfonie (II, „Charakterystyczna”)
- Mieczysław Karłowicz – 1 symfonia, „Odrodzenie”
- Karol Szymanowski – 4 symfonie (III „Pieśń o Nocy”, IV koncertująca)
- Witold Lutosławski – 4 symfonie
- Andrzej Panufnik – 10 symfonii
- Bolesław Szabelski – 5 symfonii
- Krzysztof Penderecki – 8 symfonii (w tym symfonie z chórem)
- Henryk Mikołaj Górecki – 4 symfonie (w tym symfonie ze śpiewem)
- Krzysztof Meyer – 7 symfonii (w tym symfonie z chórem)

Ponadto swój wkład do symfonii włożyli: Georges Bizet, Nikołaj Rimski-Korsakow, César Franck, Ernest Chausson, Vincent d’Indy, Edward Elgar, Benjamin Britten, William Walton, Aram Chaczaturian i inni.
Symfonia jest to reprezentatywny gatunek muzyki orkiestrowej. Można ją też uznać za sonatę na orkiestrę. Ukształtowanie się symfonii miało miejsce w połowie XVIII w.

## Źródła symfonii
W drugiej połowie XVII w. orkiestrowy wstęp do opery, kantaty czy oratorium zwano we Włoszech sinfonią, później uwerturą włoską. Ustalono wtedy układ części: szybka, wolna, szybka. Uwertura włoska stała się punktem wyjścia do wykształcenia klasycznej formy symfonii. We Francji uprawiano uwerturę o innym układzie części: wolna, szybka (wolna).

## Symfonia klasyczna

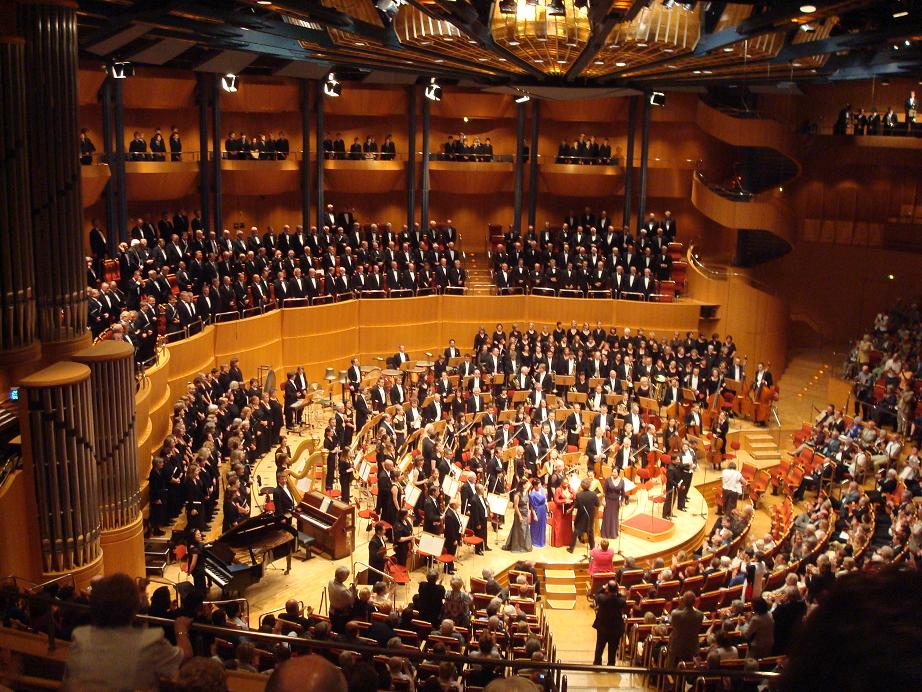
Wykonanie symfonii

W połowie XVIII w. wykształciła się 4-częściowa forma symfonii klasycznej: 1 – szybka w formie sonatowej, 2 – wolna, 3 – menuet, 4 – szybki finał, często w formie ronda. Szkoła mannheimska ustaliła skład orkiestry klasycznej, stworzyła podstawy klasycznej instrumentacji, wprowadziła niuanse i kontrasty dynamiczne, rozpowszechniła typ czteroczęściowej symfonii z menuetem. Symfonia stała się w epoce klasycznej najważniejszą formą muzyki orkiestrowej.
J. Haydn i W.A. Mozart przejęli klasyczny model symfonii, ale z większą dozą wyobraźni. Tematy symfonii Haydna mają wigor i jędrność rytmicznej melodii ludowej, menuety bardziej przypominają tańce ludowe niż dworskie i są często miniaturą formy sonatowej. Jego symfonie charakteryzują się spokojnym wstępem, odznaczającym się religijnym skupieniem, natomiast w promiennych finałach forma ronda krzyżuje się z sonatową. Haydn komponując 114 symfonii rozwinął wstęp i przetworzenie allegra sonatowego, poddawał konstrukcję wiecznym eksperymentom, z wielką pomysłowością połączył doskonałość formy, brzmienia i charakteru, zwłaszcza w ostatnich symfoniach – „londyńskich”.
Mozart zaczął pisać symfonie na wzór J.S. Bacha i G. Sammartiniego, potem zaczął wykorzystywać francuski styl galant, nadał mu polot, pozostawił swój geniusz na doświadczeniach szkoły mannheimskiej w dziedzinie instrumentacji i formy. Jego trzy ostatnie symfonie – g moll, Es dur i C dur „Jowiszowa” należą do największych arcydzieł. W symfoniach L. van Beethovena (ucznia Haydna) obserwujemy rozbudowę formy (zmiany łączników, cody) i orkiestry (zwiększenie udziału instrumentów dętych, perkusji), pogłębianie ekspresji (wzbogacenie harmonii, kontrasty dynamiki, recytatyw kontrabasów w finale IX symfonii). Beethoven wytyczył rozwój muzyki na cały XIX w. Na pierwsze miejsce wysuwają się symfonie:
- III – Es-dur zwana Eroica (1803)
- V – c-moll (1808)
- VI – F-dur zwana Pastoralną (1808)
- VII – A-dur, którą Richard Wagner nazwał „apoteozą tańca”
- IX – d-moll (1824), z finałową kantatą do słów Ody do radości Schillera wyrażającą ideę ogólnoludzkiego braterstwa

## Symfonia epoki romantyzmu
W epoce tej nastąpiło połączenie klasycznej formy i techniki kompozytorskiej Beethovena z romantyczną ekspresją i wpływem pieśni na charakter tematów. Rozwinęły się tendencje programowe. Pojawiły się także pomysły wprowadzenia motywu przewodniego. Generalną tendencją romantyzmu było rozbudowa formy, aparatu orkiestry i gęstnienia brzmienia. Do najwybitniejszych twórców tej epoki należeli: Robert Schumann, którego symfonie przenikała romantyczna ekspresja, Franz Schubert, Felix Mendelssohn-Bartholdy, Johannes Brahms, którego 4 symfonie należą do filarów światowego repertuaru koncertowego, Piotr Czajkowski, z którym wiąże się rozwój programowości emocjonalnej, A. Bruckner, który zespolił wagnerowską harmonię i organowe brzmienie orkiestry z techniką Beethovena, wreszcie Gustav Mahler i Hector Berlioz, których symfonie często trwają ponad godzinę, a ich orkiestry nie mieściły się na scenie.

## XX wiek
Symfonia jako gatunek muzyki orkiestrowej straciła w XX w. na znaczeniu, niemniej obecna była w twórczości wielu wybitnych kompozytorów: Prokofjewa, Szostakowicza, Lutosławskiego czy Szabelskiego i Góreckiego. Często zarzucano klasyczne wzorce formalne, tworząc utwory o swobodnej, a czasem wręcz eksperymentalnej budowie.

### Symfonie tradycyjne
Do tradycji trzy- i czteroczęściowych symfonii przeznaczonych na orkiestrę nawiązywało bardzo wiele utworów, w tym większość symfonii Szostakowicza, Prokofiewa, Honeggera i Symfonia w trzech częściach Strawińskiego.
Tradycję symfonii z głosem (chórem, solistami lub chórem i solistami) podjął m.in. Strawiński (Symfonia psalmów) i Szostakowicz (XIII i XIV Symfonia)

### Symfonie niekonwencjonalne
Przykładem utworu zatytułowanego symfonia, a odległego od jakiegokolwiek wzorca symfonicznego są Symfonie instrumentów dętych Strawińskiego. Innym – kolaż nazwany Symfonią przez Luciano Berio. W polskiej muzyce lat sześćdziesiątych XX w. powstawały także utwory nazywane symfoniami, acz z powodu niekonwencjonalnego używania instrumentów (sonoryzm) w niczym nie przypominały tradycyjnego brzmienia (np. Krzysztof Penderecki I Symfonia)

### Symfonie awangardowe
Awangardowi kompozytorzy niejednokrotnie używali tytułu symfonia, acz utwory ich w żadnym stopniu nie przypominały klasycznych ani romantycznych dzieł tak nazywanych.
- Arsenij Awraamow – futurystyczna Symfonia syren fabrycznych, na chór, armaty i wszystkie syreny w mieście (wykonana 1922 w Baku, 1923 w Moskwie)[5]
- Jefim Gołyszew – dadaistyczna Antysymfonia („Musikalische Kreisguillotine”; Berlin, 1919): Hannah Höch, stojąc przy fortepianie, uderzała w pokrywki garnków. Części wg komentarza kompozytora:
  - Prowokujący zastrzyk
  - Chaotyczna jama ustna
  - Giętkie super Fa[6]
- George Brecht – trzy symfonie z udziałem orkiestry:
  - I symfonia (1962) – muzycy wystawiają ręce przez otwory w fotografii innej orkiestry
  - II symfonia (1962) – muzycy kartkują partytury w tempie wskazanym przez dyrygenta
  - III symfonia (1964) – na znak dyrygenta muzycy cicho i w unisonie zsuwają się z krzeseł[7]